# Lista de governadores do Ceará
Esta é uma lista dos governantes do Ceará. Como unidade administrativa desde seu período de capitania da Coroa Portuguesa no tempo em que o Brasil era uma colônia, passando pelo Brasil Império em 1822 como província e governada por presidentes, vindo até a atual denominação governador com a Constituição Estadual de 1989. O atual governador do Ceará, é Elmano de Freitas, empossado em 1° de janeiro de 2023 em sessão solene na Assembléia Legislativa do Estado do Ceará. Aqui estão retratados os três períodos de administração.

## Governantes do período colonial (1531 – 1822)

### Donatário da Capitania
| Nº | Nome                      | Imagem | Início do mandato     | Término do mandato     | Observações |
| 1  | Antônio Cardoso de Barros |        | 25 de janeiro de 1531 | 27 de novembro de 1556 |             |

### Capitães-mores do Ceará Colonial: posse de terra
| Nº | Nome                   | Imagem | Início do mandato   | Término do mandato  | Observações |
| 2  | Pero Coelho de Sousa   |        | 16 de abril de 1603 | 30 de junho de 1611 |             |
| 3  | Martim Soares Moreno   |        | 30 de junho de 1611 | 20 de abril 1613    |             |
| 4  | Manuel de Brito Freire |        | 20 de abril 1613    | 3 de junho de 1621  |             |

### Capitães-mores do Ceará Colonial: Ceará subordinado ao Maranhão
| Nº | Nome                        | Imagem | Início do mandato      | Término do mandato     | Observações |
| 5  | Martim Soares Moreno        |        | 3 de junho de 1621     | 20 de dezembro de 1631 |             |
| 6  | Domingos da Veiga Cabral    |        | 20 de dezembro de 1631 | 22 de abril de 1637    |             |
| 7  | Diogo Coelho de Albuquerque |        | 22 de abril de 1637    | 21 de junho de 1640    |             |

### Capitães-mores do Ceará Colonial: Ceará-Neerlandês
| Nº | Nome          | Imagem | Início do mandato      | Término do mandato     | Observações |
| 9  | Gedeon Morris |        | 21 de junho de 1640    | 15 de novembro de 1649 |             |
| 8  | Matias Beck   |        | 15 de novembro de 1649 | 23 de outubro de 1654  |             |

### Capitães-mores do Ceará Colonial: Ceará subordinado ao Maranhão
| Nº | Nome                      | Imagem | Início do mandato     | Término do mandato  | Observações |
| 10 | Álvaro de Azevedo Barreto |        | 23 de outubro de 1654 | 7 de agosto de 1655 |             |
| 11 | Domingos Sá Barbosa       |        | 7 de agosto de 1655   | 1° de maio de 1659  |             |

### Capitães-mores do Ceará Colonial: Ceará subordinado a Pernambuco
| Nº | Nome                                     | Imagem | Início do mandato      | Término do mandato     | Observações |
| 12 | Antônio Fernandes Menxica                |        | 1° de maio de 1659     | 12 de dezembro de 1660 |             |
| 13 | Diogo Coelho de Albuquerque              |        | 12 de dezembro de 1660 | 14 de dezembro de 1663 |             |
| 14 | João de Melo de Gusmão                   |        | 14 de dezembro de 1663 | 24 de novembro de 1666 |             |
| 15 | João Tavares de Almeida                  |        | 24 de novembro de 1666 | 21 de julho de 1671    |             |
| 16 | Jorge Correia da Silva                   |        | 21 de julho de 1671    | 5 de dezembro de 1673  |             |
| 17 | João Tavares de Almeida                  |        | 5 de dezembro de 1673  | 21 de novembro de 1674 |             |
| 18 | Bento Correia de Figueiredo              |        | 21 de novembro de 1674 | 25 de setembro de 1678 |             |
| 19 | Sebastião de Sá                          |        | 25 de setembro de 1678 | 8 de novembro de 1682  |             |
| 20 | Bento de Macedo de Faria                 |        | 8 de novembro de 1682  | 16 de junho de 1684    |             |
| 21 | Sebastião de Sá                          |        | 16 de junho de 1684    | 6 de junho de 1687     |             |
| 22 | Tomás Cabral de Olival                   |        | 6 de junho de 1687     | 17 de outubro de 1693  |             |
| 23 | Fernão Carrilho                          |        | 17 de outubro de 1693  | 1º de dezembro de 1695 |             |
| 24 | Pedro Lelou                              |        | 1º de dezembro de 1695 | 8 de outubro de 1698   |             |
| 25 | João Freitas da Cunha                    |        | 8 de outubro de 1698   | 1° de novembro de 1699 |             |
| 26 | Francisco Gil Ribeiro                    |        | 1° de novembro de 1699 | 30 de novembro de 1699 |             |
| 27 | Fernão Carrilho                          |        | 30 de novembro de 1699 | 7 de dezembro de 1699  |             |
| 28 | Jorge de Barros Leite                    |        | 7 de dezembro de 1699  | 1° de janeiro de 1704  |             |
| 29 | João da Mota                             |        | 1° de janeiro de 1704  | 5 de novembro de 1704  |             |
| 30 | Gabriel da Silva Lago                    |        | 5 de novembro de 1704  | 25 de agosto de 1710   |             |
| 31 | Francisco Duarte de Vasconcelos          |        | 25 de agosto de 1710   | 30 de agosto de 1715   |             |
| 32 | Manoel da Fonseca Jaime                  |        | 30 de agosto de 1715   | 1º de novembro de 1718 |             |
| 33 | Salvador Alves da Silva                  |        | 1º de novembro de 1718 | 9 de novembro de 1721  |             |
| 34 | Manoel Francês                           |        | 9 de novembro de 1721  | 11 de janeiro de 1727  |             |
| 35 | João Baptista Furtado                    |        | 11 de janeiro de 1727  | 1° de julho de 1729    |             |
| 36 | Leonel de Abreu Lima                     |        | 1° de julho de 1729    | 11 de março de 1735    |             |
| 37 | Domingos Simões Jordão                   |        | 11 de março de 1735    | 7 de setembro de 1739  |             |
| 38 | Francisco Ximenes de Aragão              |        | 7 de setembro de 1739  | 2 de fevereiro de 1743 |             |
| 39 | João de Teive Barreto e Menezes          |        | 2 de fevereiro de 1743 | 17 de agosto de 1746   |             |
| 40 | Francisco de Miranda Costa               |        | 17 de agosto de 1746   | 10 de outubro de 1748  |             |
| 41 | Pedro de Moraes Magalhães                |        | 10 de outubro de 1748  | 18 de agosto de 1751   |             |
| 42 | Luís Quaresma Dourado                    |        | 18 de agosto de 1751   | 22 de abril de 1755    |             |
| 43 | Francisco Xavier de Miranda Henriques    |        | 22 de abril de 1755    | 11 de janeiro de 1759  |             |
| 44 | João Baltasar Quevedo Homem de Magalhães |        | 11 de janeiro de 1759  | 25 de abril de 1765    |             |
| 45 | Antônio José Vitoriano Borges da Fonseca |        | 25 de abril de 1765    | 11 de maio de 1782     |             |
| 46 | João Baptista Montauri                   |        | 11 de maio de 1782     | 9 de novembro de 1789  |             |
| 47 | Luiz da Motta Torres                     |        | 9 de novembro de 1789  | 21 de agosto de 1799   |             |

### Governadores do Ceará autônomo da Colônia
| Nº | Nome | Imagem | Início do mandato       | Término do mandato      | Observações                                                     |
| 48 | Bernardo Vasconcelos |        | 21 de agosto de 1799    | 8 de novembro de 1802   |                                                                 |
| 49 | Gregório Coutinho José Henrique Pereira Antônio Martins Ribeiro                                                                        |        | 8 de novembro de 1802   | 3 de novembro de 1803   | Junta administrativa                                            |
| 50 | Carlos Augusto von Oyenhausen |        | 13 de novembro de 1803  | 14 de fevereiro de 1807 |                                                                 |
| 51 | Francisco Afonso Pereira Francisco Xavier Torres José Pereira de Castro                                                                |        | 16 de fevereiro de 1807 | 21 de junho de 1808     | Junta administrativa José Pereira de Castro, Vigário de Aquiraz |
| 52 | Luís Alardo de Menezes |        | 21 de junho de 1808     | 19 de março de 1812     |                                                                 |
| 53 | Manuel Inácio de Sampaio |        | 19 de março de 1812     | 12 de janeiro de 1820   |                                                                 |
| 54 | Adriano José Leal Joaquim Lopes de Abreu Francisco Xavier Torres                                                                       |        | 12 de janeiro de 1820   | 13 de junho de 1820     | Junta administrativa                                            |
| 55 | Francisco Alberto Rubim |        | 13 de junho de 1820     | 3 de novembro de 1821   |                                                                 |
| 56 | Francisco Xavier Torres Adriano José Leal Henrique José Leal                                                                           |        | 3 de novembro de 1821   | 17 de novembro de 1822  | Governo provisório                                              |
| 57 | Francisco Gonçalves de Magalhães Mariano Gomes da Silva José Agrela Jardim José de Castro e Silva José Raimundo Paço de Porbem Barbosa |        | 17 de fevereiro de 1822 | 27 de novembro de 1822  | Junta administrativa                                            |
| 58 | Francisco Xavier Torres |        | 4 de dezembro de 1822   | 23 de janeiro de 1823   |                                                                 |

## Governantes do período imperial (1822 – 1889)
| Nº | Nome                               | Imagem | Partido                 | Início do mandato       | Término do mandato      | Observações                                           |
| -- | ---------------------------------- | ------ | ----------------------- | ----------------------- | ----------------------- | ----------------------------------------------------- |
| —  | José Pereira Filgueiras            |        | Partido Nacional        | 19 de novembro de 1822  | 3 de março de 1823      | (Dissidente no Crato)                                 |
| 1  | Francisco Pinheiro Landim          |        | Partido Nacional        | 4 de março de 1823      | 14 de abril de 1824     | Presidente da Província do Ceará                      |
| 2  | Pedro da Costa Barros              |        | Partido Liberal-Radical | 15 de abril de 1824     | 29 de abril de 1824     | Presidente da Província do Ceará                      |
| 3  | Tristão de Alencar Araripe         |        | Partido Liberal-Radical | 29 de abril de 1824     | 12 de outubro de 1824   | Presidente da Província do Ceará                      |
| —  | Félix de Azevedo e Sá              |        | Partido Liberal-Radical | 12 de outubro de 1824   | 17 de dezembro de 1824  | Presidente interino da Província do Ceará             |
| 4  | Pedro da Costa Barros              |        | Partido Liberal-Radical | 17 de dezembro de 1824  | 13 de janeiro de 1825   | Presidente da Província do Ceará                      |
| 5  | Félix de Azevedo e Sá              |        | Partido Moderado        | 13 de janeiro de 1825   | 4 de fevereiro de 1826  | Presidente da Província do Ceará                      |
| 6  | Antônio Salles Belford             |        | Partido Moderado        | 4 de fevereiro de 1826  | 2 de janeiro de 1829    | Presidente da Província do Ceará                      |
| —  | José Antônio Machado               |        | Partido Moderado        | 2 de janeiro de 1829    | 6 de abril de 1829      | Presidente interino da Província do Ceará             |
| 7  | Manuel Pereira da Silva            |        | Partido Moderado        | 6 de abril de 1829      | 8 de julho de 1830      | Presidente da Província do Ceará                      |
| 8  | José de Castro e Silva             |        | Partido Moderado        | 8 de julho de 1830      | 7 de outubro de 1831    | Presidente da Província do Ceará                      |
| —  | Facundo de Castro Menezes          |        | Partido Moderado        | 7 de outubro de 1831    | 8 de outubro de 1831    | Vice-Presidente da província no cargo de titular      |
| 9  | Mariano Cavalcanti                 |        | Partido Moderado        | 8 de outubro de 1831    | 23 de novembro de 1833  | Presidente da Província do Ceará                      |
| 10 | Inácio de Vasconcelos              |        | Partido Moderado        | 23 de novembro de 1833  | 6 de outubro de 1834    | Presidente da Província do Ceará                      |
| 11 | José Martiniano de Alencar         |        | Partido Moderado        | 6 de outubro de 1834    | 25 de novembro de 1837  | Presidente da Província do Ceará                      |
| —  | Facundo de Castro Menezes          |        | Partido Moderado        | 25 de novembro de 1837  | 16 de dezembro de 1837  | Vice-Presidente da província no cargo de titular      |
| 12 | Manuel Felizardo de Mello          |        | Partido Moderado        | 16 de dezembro de 1837  | 15 de fevereiro de 1839 | Presidente da Província do Ceará                      |
| 13 | João Antônio de Miranda            |        | Partido Conservador     | 15 de fevereiro de 1839 | 3 de fevereiro de 1840  | Presidente da Província do Ceará                      |
| —  | Francisco de Sousa Martins         |        | Partido Conservador     | 3 de fevereiro de 1840  | 9 de setembro de 1840   | Vice-Presidente da província no cargo de titular      |
| —  | Facundo de Castro Menezes          |        | Partido Moderado        | 9 de setembro de 1840   | 20 de outubro de 1840   | Presidente interino da Província do Ceará             |
| —  | José Martiniano de Alencar         |        | Partido Liberal         | 20 de outubro de 1840   | 6 de abril de 1841      | Presidente interino da Província do Ceará             |
| 14 | Facundo de Castro Menezes          |        | Partido Moderado        | 6 de abril de 1841      | 9 de maio de 1841       | Presidente da Província do Ceará                      |
| 15 | José Joaquim Coelho                |        | Partido Conservador     | 9 de maio de 1841       | 12 de março de 1843     | Presidente da Província do Ceará                      |
| —  | Joaquim Mendes da Cruz Guimarães   |        | Partido Conservador     | 12 de março de 1843     | 2 de abril de 1843      | Vice-Presidente da província no cargo de titular      |
| 16 | José Maria Bittencourt             |        | Partido Conservador     | 2 de abril de 1843      | 4 de dezembro de 1844   | Presidente da Província do Ceará                      |
| 17 | Inácio de Vasconcelos              |        | Partido Moderado        | 4 de dezembro de 1844   | 2 de agosto de 1847     | Presidente da Província do Ceará                      |
| —  | João Crisóstomo de Oliveira        |        | Partido Conservador     | 2 de agosto de 1847     | 14 de outubro de 1847   | Vice-Presidente da província no cargo de titular      |
| 18 | José Sarmento                      |        | Partido Conservador     | 14 de outubro de 1847   | 14 de abril de 1848     | Presidente da Província do Ceará                      |
| —  | João Crisóstomo de Oliveira        |        | Partido Conservador     | 14 de abril de 1848     | 13 de maio de 1848      | Presidente interino da Província do Ceará             |
| 19 | Fausto Augusto de Aguiar           |        | Partido Liberal         | 13 de maio de 1848      | 1º de agosto de 1850    | Presidente da Província do Ceará                      |
| —  | Joaquim Mendes da Cruz Guimarães   |        | Partido Conservador     | 1º de agosto de 1850    | 16 de novembro de 1850  | Presidente interino da Província do Ceará             |
| 20 | Inácio Silveira da Mota            |        | Partido Liberal         | 16 de novembro de 1850  | 6 de julho de 1851      | Presidente da Província do Ceará                      |
| 21 | Marcos de Almeida Rego             |        | Partido Liberal         | 6 de julho de 1851      | 28 de abril de 1853     | Presidente da Província do Ceará                      |
| 22 | Joaquim Vilela Tavares             |        | Partido Liberal         | 28 de abril de 1853     | 20 de fevereiro de 1854 | Presidente da Província do Ceará                      |
| 23 | Vicente Pires da Mota              |        | Partido Conservador     | 20 de fevereiro de 1854 | 13 de outubro de 1855   | Presidente da Província do Ceará                      |
| 24 | Francisco Xavier Paes              |        | Partido Conservador     | 13 de outubro de 1855   | 26 de março de 1857     | Presidente da Província do Ceará                      |
| —  | Joaquim Mendes da Cruz Guimarães   |        | Partido Conservador     | 26 de março de 1857     | 27 de julho de 1857     | Vice-Presidente da província no cargo de titular      |
| 25 | João Silveira de Sousa             |        | Partido Conservador     | 27 de julho de 1857     | 15 de setembro de 1859  | Presidente da Província do Ceará                      |
| —  | Joaquim Mendes da Cruz Guimarães   |        | Partido Conservador     | 15 de setembro de 1859  | 7 de outubro de 1859    | Presidente interino da Província do Ceará             |
| 26 | Antônio Marcelino Nunes Gonçalves  |        | Partido Conservador     | 7 de outubro de 1859    | 9 de abril de 1861      | Presidente da Província do Ceará                      |
| —  | Antônio Pinto de Mendonça          |        | Partido Conservador     | 9 de abril de 1861      | 6 de maio de 1861       | Vice-Presidente da província no cargo de titular      |
| 27 | Manuel Duarte de Azevedo           |        | Partido Conservador     | 6 de maio de 1861       | 12 de fevereiro de 1862 | Presidente da Província do Ceará                      |
| —  | José Antônio Machado               |        | Partido Conservador     | 12 de fevereiro de 1862 | 5 de maio de 1862       | Vice-Presidente da província no cargo de titular      |
| 28 | José Bento Figueiredo Jr           |        | Partido Conservador     | 5 de maio de 1862       | 19 de fevereiro de 1864 | Presidente da Província do Ceará                      |
| —  | José Antônio Machado               |        | Partido Conservador     | 19 de fevereiro de 1864 | 29 de fevereiro de 1864 | Presidente interino da Província do Ceará             |
| —  | Vicente de Paula Pessoa            |        | Partido Liberal         | 29 de fevereiro de 1864 | 4 de abril de 1864      | Vice-Presidente da província no cargo de titular      |
| 29 | Lafayette Rodrigues Pereira        |        | Partido Liberal         | 4 de abril de 1864      | 10 de junho de 1865     | Presidente da Província do Ceará                      |
| 30 | Barão Homem de Melo                |        | Partido Liberal         | 10 de junho de 1865     | 5 de novembro de 1866   | Presidente da Província do Ceará                      |
| 31 | João de Sousa Alvim                |        | Partido Liberal         | 5 de novembro de 1866   | 6 de junho de 1867      | Presidente da Província do Ceará                      |
| —  | Sebastião Gonçalves da Silva       |        | Partido Liberal         | 6 de junho de 1867      | 16 de outubro de 1867   | Vice-Presidente da província no cargo de titular      |
| 32 | Pedro Leão Veloso                  |        | Partido Conservador     | 16 de outubro de 1867   | 15 de abril de 1868     | Presidente da Província do Ceará                      |
| —  | Antônio Joaquim Rodrigues Jr       |        | Partido Liberal         | 15 de abril de 1868     | 31 de julho de 1868     | Vice-Presidente da província no cargo de titular      |
| 33 | Gonçalo Batista Vieira             |        | Partido Conservador     | 31 de julho de 1868     | 27 de agosto de 1868    | Presidente da Província do Ceará                      |
| 34 | Diogo Velho Cavalcanti             |        | Partido Liberal         | 27 de agosto de 1868    | 24 de abril de 1869     | Presidente da Província do Ceará                      |
| 35 | Joaquim da Cunha Freire            |        | Partido Conservador     | 24 de abril de 1869     | 26 de julho de 1870     | Presidente da Província do Ceará                      |
| —  | João Antônio de Araújo Freitas     |        | Partido Conservador     | 26 de julho de 1870     | 13 de dezembro de 1870  | Vice-Presidente da província no cargo de titular      |
| 36 | Joaquim da Cunha Freire            |        | Partido Conservador     | 13 de dezembro de 1870  | 20 de janeiro de 1871   | Presidente da Província do Ceará                      |
| —  | José Fernandes Pereira Jr          |        | Partido Conservador     | 20 de janeiro de 1871   | 29 de junho de 1871     | Vice-Presidente da província no cargo de titular      |
| —  | José Antônio Calazans              |        | Partido Conservador     | 29 de junho de 1871     | 8 de janeiro de 1872    | Vice-Presidente da Província do Ceará                 |
| —  | Joaquim da Cunha Freire            |        | Partido Conservador     | 8 de janeiro de 1872    | 12 de janeiro de 1872   | Presidente interino da Província do Ceará             |
| —  | João Wilkens de Matos              |        | Partido Conservador     | 12 de janeiro de 1872   | 30 de outubro de 1872   | Presidente interino da Província do Ceará             |
| —  | Joaquim da Cunha Freire            |        | Partido Conservador     | 30 de outubro de 1872   | 31 de outubro de 1872   | Presidente interino da Província do Ceará (um só dia) |
| —  | Manuel Soares da Silva Bezerra     |        | Partido Conservador     | 31 de outubro de 1872   | 4 de novembro de 1872   | Vice-Presidente da Província do Ceará                 |
| —  | Esmerino Gomes Parente             |        | Partido Conservador     | 4 de novembro de 1872   | 7 de dezembro de 1872   | Presidente interino da Província do Ceará             |
| 37 | Francisco de Assis Oliveira Maciel |        | Partido Conservador     | 7 de dezembro de 1872   | 11 de setembro de 1873  | Presidente da Província do Ceará                      |
| 38 | Joaquim da Cunha Freire            |        | Partido Conservador     | 11 de setembro de 1873  | 13 de novembro de 1873  | Presidente da Província do Ceará                      |
| 39 | Francisco Teixeira de Sá           |        | Partido Conservador     | 13 de novembro de 1873  | 2 de março de 1874      | Presidente da Província do Ceará                      |
| —  | Joaquim da Cunha Freire            |        | Partido Conservador     | 2 de março de 1874      | 23 de outubro de 1874   | Vice-Presidente da província no cargo de titular      |
| 40 | Heráclito Graça                    |        | Partido Conservador     | 23 de outubro de 1874   | 1º de março de 1875     | Presidente da Província do Ceará                      |
| 41 | Esmerino Gomes Parente             |        | Partido Conservador     | 1º de março de 1875     | 22 de março de 1876     | Presidente da Província do Ceará                      |
| 42 | Francisco de Faria Lemos           |        | Partido Conservador     | 22 de março de 1876     | 10 de janeiro de 1877   | Presidente da Província do Ceará                      |
| —  | Caetano Cavalcanti                 |        | Partido Conservador     | 10 de janeiro de 1877   | 24 de novembro de 1877  | Vice-Presidente da província no cargo de titular      |
| 43 | João Ferreira de Aguiar            |        | Partido Conservador     | 24 de novembro de 1877  | 21 de fevereiro de 1878 | Presidente da Província do Ceará                      |
| —  | Paulino Nogueira Borges da Fonseca |        | Partido Conservador     | 21 de fevereiro de 1878 | 4 de março de 1878      | Vice-Presidente da província no cargo de titular      |
| 44 | Antônio Nogueira Accioli           |        | Partido Liberal         | 4 de março de 1878      | 8 de março de 1878      | Presidente da Província do Ceará                      |
| 45 | Júlio de Albuquerque Barros        |        | Partido Liberal         | 8 de março de 1878      | 2 de julho de 1880      | Presidente da Província do Ceará                      |
| 46 | Augusto de Pádua Fleury            |        | Partido Liberal         | 2 de julho de 1880      | 1º de abril de 1881     | Presidente da Província do Ceará                      |
| 47 | Pedro Leão Veloso                  |        | Partido Conservador     | 1º de abril de 1881     | 26 de dezembro de 1881  | Presidente interino da Província do Ceará             |
| 48 | Torquato Mendes Viana              |        | Partido Liberal         | 26 de dezembro de 1881  | 22 de março de 1882     | Presidente da Província do Ceará                      |
| —  | Sancho de Barros Pimentel          |        | Partido Conservador     | 22 de março de 1882     | 31 de outubro de 1882   | Vice-Presidente da província no cargo de titular      |
| —  | Antônio Teodorico da Costa         |        | Partido Liberal         | 31 de outubro de 1882   | 19 de dezembro de 1882  | Vice-Presidente da província no cargo de titular      |
| 49 | Domingos Antônio Raiol             |        | Partido Liberal         | 19 de dezembro de 1882  | 17 de maio de 1883      | Presidente da Província do Ceará                      |
| —  | Antônio Teodorico da Costa         |        | Partido Liberal         | 17 de maio de 1883      | 21 de agosto de 1883    | Vice-Presidente da província no cargo de titular      |
| 50 | Satiro de Oliveira Dias            |        | Partido Conservador     | 21 de agosto de 1883    | 31 de maio de 1884      | Presidente da Província do Ceará                      |
| 51 | Antônio Nogueira Accioli           |        | Partido Liberal         | 31 de maio de 1884      | 12 de julho de 1884     | Presidente da Província do Ceará                      |
| —  | Carlos Benedito Ottoni             |        | Partido Liberal         | 12 de julho de 1884     | 12 de fevereiro de 1885 | Vice-Presidente da província no cargo de titular      |
| —  | Sinval Odorico de Moura            |        | Partido Liberal         | 12 de fevereiro de 1885 | 1º de outubro de 1885   | Presidente interino da Província do Ceará             |
| 52 | Miguel Calmon du Pin               |        | Partido Liberal         | 1º de outubro de 1885   | 9 de abril de 1886      | Presidente da Província do Ceará                      |
| —  | Joaquim da Costa Barradas          |        | Partido Liberal         | 9 de abril de 1886      | 21 de setembro de 1886  | Vice-Presidente da província no cargo de titular      |
| 53 | Enéas de Araújo Torreão            |        | Partido Conservador     | 21 de setembro de 1886  | 21 de abril de 1888     | Presidente da Província do Ceará                      |
| 54 | Antônio da Silva Prado             |        | Partido Conservador     | 21 de abril de 1888     | 25 de maio de 1889      | Presidente da Província do Ceará                      |
| —  | Américo Militão de Freitas         |        | Partido Conservador     | 25 de maio de 1889      | 10 de julho de 1889     | Presidente interino da Província do Ceará             |
| —  | Henrique Francisco d'Ávila         |        | Partido Liberal         | 10 de julho de 1889     | 11 de outubro de 1889   | Vice-Presidente da província no cargo de titular      |
| —  | Jerônimo de Morais Jardim          |        | Partido Conservador     | 11 de outubro de 1889   | 16 de novembro de 1889  | Presidente interino da Província do Ceará             |

## Governantes do período republicano (1889 –2025)
| Nº                                        | Nome                                 | Imagem                                   | Partido                                          | Início do mandato       | Término do mandato                        | Observações |
| ----------------------------------------- | ------------------------------------ | ---------------------------------------- | ------------------------------------------------ | ----------------------- | ----------------------------------------- | --- |
| Primeira República Brasileira (1889-1930) |                                      |                                          |                                                  |                         |                                           | |
| 1                                         | Luís Antônio Ferraz                  |                                          | Partido Social Conservador PSC                   | 16 de novembro de 1889  | 22 de janeiro de 1891                     | Governador de Estado nomeado pelo Governo Federal |
| 2                                         | Benjamin Liberato Barroso            |                                          | Partido Republicano PR                           | 22 de janeiro de 1891   | 6 de abril de 1891                        | Governador de Estado nomeado pelo Governo Federal |
| 3                                         | Feliciano Antônio Benjamim           |                                          | Partido Republicano PR                           | 6 de abril de 1891      | 28 de abril de 1891                       | Governador de Estado nomeado pelo Governo Federal |
| 4                                         | José Clarindo de Queirós             |                                          | Partido Republicano PR                           | 28 de abril de 1891     | 16 de fevereiro de 1892                   | Governador de Estado nomeado pelo Congresso Constituinte do Ceará, posteriormente renunciou |
| 5                                         | João Nepomuceno de Medeiros Mallet   |                                          | Partido Republicano PR                           | 16 de fevereiro de 1892 | 18 de fevereiro de 1892                   | Governador interino nomeado pelo Governo Federal |
| 6                                         | Benjamin Liberato Barroso            |                                          | Partido Republicano Federalista PRF              | 18 de fevereiro de 1892 | 12 de julho de 1892                       | Governador de Estado nomeado pelo Congresso Constituinte do Ceará, posteriormente deposto por Floriano Peixoto |
| 7                                         | Antônio Nogueira Accioli             |                                          | Partido Republicano Federalista PRF              | 12 de julho de 1892     | 27 de agosto de 1892                      | Governador de Estado nomeado pelo Governo Federal |
| 8                                         | José Bezerril Fontenelle             |                                          | Partido Republicano Federalista PRF              | 27 de agosto de 1892    | 12 de julho de 1896                       | Governador eleito em sufrágio universal |
| 9                                         | Antônio Nogueira Accioli             |                                          | Partido Republicano Federalista PRF              | 12 de julho de 1896     | 12 de julho de 1900                       | Governador eleito em sufrágio universal |
| 10                                        | Pedro Augusto Borges                 |                                          | Partido Republicano Federalista PRF              | 12 de julho de 1900     | 12 de julho de 1904                       | Governador de Estado nomeado pelo Congresso Constituinte do Ceará |
| 11                                        | Antônio Nogueira Accioli             |                                          | Partido Republicano Conservador PRC              | 12 de julho de 1904     | 12 de julho de 1908                       | Governador eleito em sufrágio universal |
| —                                         | Antônio Nogueira Accioli             |                                          | Partido Republicano Conservador PRC              | 12 de julho de 1908     | 24 de janeiro de 1912                     | Governador reeleito em sufrágio universal, posteriormente deposto |
| 12                                        | Antônio Frederico de Carvalho Mota   |                                          | Partido Republicano Conservador PRC              | 24 de janeiro de 1912   | 12 de julho de 1912                       | Vice-Governador no cargo de titular, posteriormente renunciou |
| 13                                        | Belisário Cícero Alexandrino         |                                          | Partido Republicano Conservador PRC              | 12 de julho de 1912     | 14 de julho de 1912                       | Presidente da Assembleia Legislativa do Ceará no cargo interinamente |
| 14                                        | Marcos Franco Rabelo                 |                                          | Partido Republicano Conservador PRC              | 14 de julho de 1912     | 14 de março de 1914                       | Graças a política das salvações do presidente Hermes da Fonseca, Franco Rabelo foi governador do Ceará, de 14 de julho de 1912 a 14 de março de 1914, pondo fim ao domínio de Antônio Pinto Nogueira Accioli no estado.                                                              |
| —                                         | Floro Bartolomeu                     |                                          | Partido Republicano Conservador PRC              | 10 de março de 1914     | 15 de março de 1914                       | Presidente do Ceará (em "Estado de Sítio ou Estado de Exceção") consoante titulo de nomeação do Coletor Estatal de Morada Nova, Manuel Honorato Cavalcante Filho, datado de 10 de março de 1914 expedido por esse titular, como Presidente do Estado do Ceará em Joaseiro do Cariry. |
| 15                                        | Fernando Setembrino de Carvalho      |                                          | Partido Republicano Conservador PRC              | 15 de março de 1914     | 24 de junho de 1914                       | Governador de Estado nomeado pelo Governo Federal |
| 16                                        | Benjamin Liberato Barroso            |                                          | Partido Republicano Conservador PRC              | 24 de junho de 1914     | 12 de julho de 1916                       | |
| 17                                        | João Tomé de Sabóia e Silva          |                                          | União (Partido Democrata + Partido Conservador)  | 12 de julho de 1916     | 12 de julho de 1920                       | |
| 18                                        | Justiniano de Serpa                  |                                          | Partido Democrata PD                             | 12 de julho de 1920     | 12 de julho de 1923                       | |
| 19                                        | Ildefonso Albano                     |                                          | Partido Republicano Progressista PRP             | 12 de julho de 1923     | 12 de julho de 1924                       | |
| 20                                        | José Moreira da Rocha                |                                          | Partido Conservador PC                           | 12 de julho de 1924     | 19 de maio de 1928                        | |
| 21                                        | Eduardo Henrique Girão               |                                          | Partido Republicano Progressista PRP             | 19 de maio de 1928      | 12 de julho de 1928                       | |
| 22                                        | José Carlos de Matos Peixoto         |                                          | Partido Republicano Progressista PRP             | 12 de julho de 1928     | 8 de outubro de 1930                      | |
| Era Vargas (1930-1945)                    |                                      |                                          |                                                  |                         |                                           | |
| 23                                        | Manuel Fernandes Távora              |                                          | Aliança Liberal AL                               | 8 de outubro de 1930    | 13 de junho de 1931                       | Governador provisório |
| 24                                        | João da Silva Leal                   |                                          | Aliança Liberal AL                               | 13 de junho de 1931     | 22 de setembro de 1931                    | Interventor Federal |
| 25                                        | Roberto Carneiro de Mendonça         |                                          | Aliança Liberal AL                               | 22 de setembro de 1931  | 5 de setembro de 1934                     | Interventor Federal |
| 26                                        | Filipe Moreira Lima                  |                                          | Aliança Liberal AL                               | 5 de setembro de 1934   | 10 de maio de 1935                        | Interventor Federal |
| 27                                        | Franklin Monteiro Gondim             |                                          | Aliança Liberal AL                               | 10 de maio de 1935      | 25 de maio de 1935                        | Interventor Federal |
| 28                                        | Francisco de Meneses Pimentel        |                                          | Aliança Liberal AL                               | 25 de maio de 1935      | 10 de novembro de 1937                    | Governador eleito em sufrágio universal |
| 28                                        | Francisco de Meneses Pimentel        | 10 de novembro de 1937                   | Aliança Liberal AL                               | 28 de outubro de 1945   | Interventor Federal                       | |
| Quarta República Brasileira (1945-1964)   |                                      |                                          |                                                  |                         |                                           | |
| 29                                        | Benedito Augusto Carvalho dos Santos |                                          | Partido Republicano Trabalhista PRT              | 28 de outubro de 1945   | 10 de janeiro de 1946                     | Interventor Federal |
| 30                                        | Tomás Pompeu Filho                   |                                          | Partido Republicano PR                           | 10 de janeiro de 1946   | 21 de janeiro de 1946                     | Interventor Federal |
| 31                                        | Acrísio Moreira da Rocha             |                                          | Partido Republicano PR                           | 21 de janeiro de 1946   | 16 de fevereiro de 1946                   | Interventor Federal |
| 32                                        | Pedro Firmeza                        |                                          | Partido Republicano PR                           | 16 de fevereiro de 1946 | 28 de outubro de 1946                     | Interventor Federal |
| 33                                        | José Machado Lopes                   |                                          | Partido Social Democrático PSD                   | 28 de outubro de 1946   | 3 de fevereiro de 1947                    | Interventor Federal |
| 34                                        | José Feliciano de Ataíde             |                                          | Partido Republicano Trabalhista PRT              | 3 de fevereiro de 1947  | 1º de março de 1947                       | Interventor Federal |
| 35                                        | Faustino de Albuquerque              |                                          | União Democrática Nacional UDN                   | 1º de março de 1947     | 31 de janeiro de 1951                     | Governador eleito em sufrágio universal |
| 36                                        | Raul Barbosa                         |                                          | Partido Social Democrático PSD                   | 31 de janeiro de 1951   | 1º de julho de 1954                       | Governador eleito em sufrágio universal |
| 37                                        | Stênio Gomes da Silva                |                                          | Partido Social Progressista PSP                  | 1º de julho de 1954     | 25 de março de 1955                       | Vice-Governador eleito no cargo de Governador |
| 38                                        | Paulo Sarasate                       |                                          | União Democrática Nacional UDN                   | 25 de março de 1955     | 3 de julho de 1958                        | Governador eleito em sufrágio universal |
| 39                                        | Flávio Marcílio                      |                                          | Partido Trabalhista Brasileiro PTB               | 3 de julho de 1958      | 25 de março de 1959                       | Vice-Governador eleito no cargo de Governador |
| 40                                        | Parsifal Barroso                     |                                          | Partido Trabalhista Brasileiro PTB               | 25 de março de 1959     | 25 de março de 1963                       | Governador eleito em sufrágio universal |
| 41                                        | Virgílio Távora                      |                                          | União Democrática Nacional UDN                   | 25 de março de 1963     | 12 de agosto de 1966                      | Governador eleito em sufrágio universal |
| Ditadura Militar (1964-1985)              |                                      |                                          |                                                  |                         |                                           | |
| 42                                        | Franklin Chaves                      |                                          | Aliança Renovadora Nacional ARENA                | 12 de agosto de 1966    | 12 de setembro de 1966                    | Governador nomeado pelo presidente Castelo Branco |
| 43                                        | Plácido Castelo                      |                                          | Aliança Renovadora Nacional ARENA                | 12 de setembro de 1966  | 15 de março de 1971                       | Governador nomeado pelo presidente Castelo Branco |
| 44                                        | César Cals                           |                                          | Aliança Renovadora Nacional ARENA                | 15 de março de 1971     | 15 de março de 1975                       | Governador nomeado pelo presidente Emílio Médici |
| 45                                        | Adauto Bezerra                       |                                          | Aliança Renovadora Nacional ARENA                | 15 de março de 1975     | 28 de fevereiro de 1978                   | Governador nomeado pelo presidente Ernesto Geisel |
| 46                                        | Waldemar Alcântara                   |                                          | Aliança Renovadora Nacional ARENA                | 28 de fevereiro de 1978 | 15 de março de 1979                       | Vice-Governador nomeado pelo presidente Ernesto Geisel |
| 47                                        | Virgílio Távora                      |                                          | Partido Democrático Social PDS                   | 15 de março de 1979     | 15 de março de 1982                       | Governador nomeado pelo presidente João Figueiredo |
| 48                                        | Manuel de Castro                     |                                          | Partido Democrático Social PDS                   | 15 de março de 1982     | 15 de março de 1983                       | Vice-Governador nomeado pelo presidente João Figueiredo |
| 49                                        | Gonzaga Mota                         | Yeda Crusius discursando.jpg             | Partido Democrático Social PDS                   | 15 de março de 1983     | 15 de março de 1987                       | Governador eleito em sufrágio universal |
| Nova República (1985-presente)            |                                      |                                          |                                                  |                         |                                           | |
| 50                                        | Tasso Jereissati                     |                                          | Partido do Movimento Democrático Brasileiro PMDB | 15 de março de 1987     | 15 de março de 1991                       | Governador eleito em sufrágio universal |
| 51                                        | Ciro Gomes                           |                                          | Partido da Social Democracia Brasileira PSDB     | 15 de março de 1991     | 8 de setembro de 1994                     | Governador eleito em sufrágio universal |
| 52                                        | Francisco de Barros                  |                                          | —                                                | 8 de setembro de 1994   | 9 de outubro de 1994                      | Presidente do tribunal de Justiça do Ceará assume com a renuncia do titular |
| 53                                        | Francisco Aguiar                     |                                          | Partido da Social Democracia Brasileira PSDB     | 9 de outubro de 1994    | 1º de janeiro de 1995                     | Presidente da Assembléia eleito pelo voto indireto |
| 54                                        | Tasso Jereissati                     |                                          | Partido da Social Democracia Brasileira PSDB     | 1º de janeiro de 1995   | 1º de janeiro de 1999                     | Governador eleito em sufrágio universal |
| 54                                        | Tasso Jereissati                     | 1º de janeiro de 1999                    | Partido da Social Democracia Brasileira PSDB     | 6 de abril de 2002      | Governador reeleito renunciou o mandato   | |
| 55                                        | Beni Veras                           |                                          | Partido da Social Democracia Brasileira PSDB     | 6 de abril de 2002      | 1º de janeiro de 2003                     | Vice-Governador que assume com a renuncia do titular |
| 56                                        | Lúcio Alcântara                      |                                          | Partido da Social Democracia Brasileira PSDB     | 1º de janeiro de 2003   | 1º de janeiro de 2007                     | Governador eleito em sufrágio universal |
| 57                                        | Cid Gomes                            |                                          | Partido Socialista Brasileiro PSB                | 1º de janeiro de 2007   | 1º de janeiro de 2011                     | Governador eleito em sufrágio universal |
| 57                                        | Cid Gomes                            | Partido Republicano da Ordem Social PROS | 1º de janeiro de 2011                            | 1º de janeiro de 2015   | Governador reeleito em sufrágio universal | |
| 58                                        | Camilo Santana                       |                                          | Partido dos Trabalhadores PT                     | 1º de janeiro de 2015   | 1º de janeiro de 2019                     | Governador eleito em sufrágio universal |
| 58                                        | Camilo Santana                       | 1º de janeiro de 2019                    | Partido dos Trabalhadores PT                     | 2 de abril de 2022      | Governador reeleito renunciou o mandato   | |
| 59                                        | Izolda Cela                          |                                          | Partido Democrático Trabalhista PDT              | 2 de abril de 2022      | 1.º de janeiro de 2023                    | Vice-governadora que assume com a renúncia do titular |
| 60                                        | Elmano de Freitas                    |                                          | Partido dos Trabalhadores PT                     | 1.º de janeiro de 2023  | em exercício                              | Governador eleito em sufrágio universal |

## Governadores vivos
Até o momento, 13 de julho de 2025, os nove governadores vivos do Ceará são, por ordem de início do primeiro mandato: Gonzaga Mota, Tasso Jereissati, Ciro Gomes, Chico Aguiar, Lúcio Alcântara, Cid Gomes, Camilo Santana, Izolda Cela e Elmano de Freitas. O último governador a falecer foi Adauto Bezerra em 3 de abril de 2021, aos 94 anos.